# Chris Hemming
Chris Hemming, diminutivo di Christopher Andrew John Hemming (Newcastle-under-Lyme, 13 aprile 1966) è un ex calciatore inglese, di ruolo difensore.

## Carriera
Esordisce nella prima squadra dello Stoke City (e più in generale tra i professionisti) nella stagione 1983-1984, giocando 3 partite nella prima divisione inglese; l'anno seguente, nel quale le Potteries retrocedono in seconda divisione, scende invece in campo con maggior frequenza, disputando 16 incontri di campionato e segnandovi anche una rete. Nel triennio seguente gioca invece in seconda divisione, scendendo in campo in 70 partite di campionato tra il 1985 ed il 1988; dopo un breve periodo in prestito al Wigan (con cui gioca 4 partite in terza divisione nella prima parte della stagione 1988-1989), gioca poi ulteriori 4 partite in seconda divisione con lo Stoke, che nel 1989 lo cede infine all'Hereford Utd, club di quarta divisione, con cui Hemming trascorre un biennio, durante il quale va in rete per 3 volte in 41 presenze. Si ritira poi nel 1994, dopo un triennio trascorso a giocare a livello semiprofessionistico con le maglie di Merthyr Tydfil, Macclesfield Town e Stafford Rangers, tra la quinta e la sesta divisione.
In carriera ha totalizzato complessivamente 138 presenze e 5 reti nei campionati della Football League.